# Raja (geslacht)
Raja is een geslacht van roggen uit de familie Rajidae. Dit was een groot geslacht waarvan een groot aantal soorten zijn ondergebracht in nieuwe geslachten zoals Amblyraja en Leucoraja.

## Soorten
| - Raja asterias Delaroche, 1809 – Atlantische sterrog - Raja brachyura Lafont, 1873 – Blonde rog - Raja clavata Linnaeus, 1758 – Stekelrog - Raja cyanoplax Koerber & Kast, 2023 - Raja herwigi Krefft, 1965 – Kaapverdische rog - Raja maderensis Lowe, 1838 – Madeirarog - Raja mauritaniensis White & Fricke, 2021 - Raja microocellata Montagu, 1818 – Kleinoogrog - Raja miraletus Linnaeus, 1758 – Spiegelrog - Raja montagui Fowler, 1910 – Gevlekte rog | - Raja ocellifera Regan, 1906 - Raja parva Last & Séret, 2016 - Raja pita Fricke & Al-Hassan, 1995 - Raja polystigma Regan, 1923 – Stipjesrog - Raja radula Delaroche, 1809 – Radularog - Raja rondeleti Bougis, 1959 – Rondelet's rog - Raja rouxi Capapé, 1977 - Raja straeleni Poll, 1951 – Biscuitrog - Raja undulata Lacepède, 1802 – Golfrog |

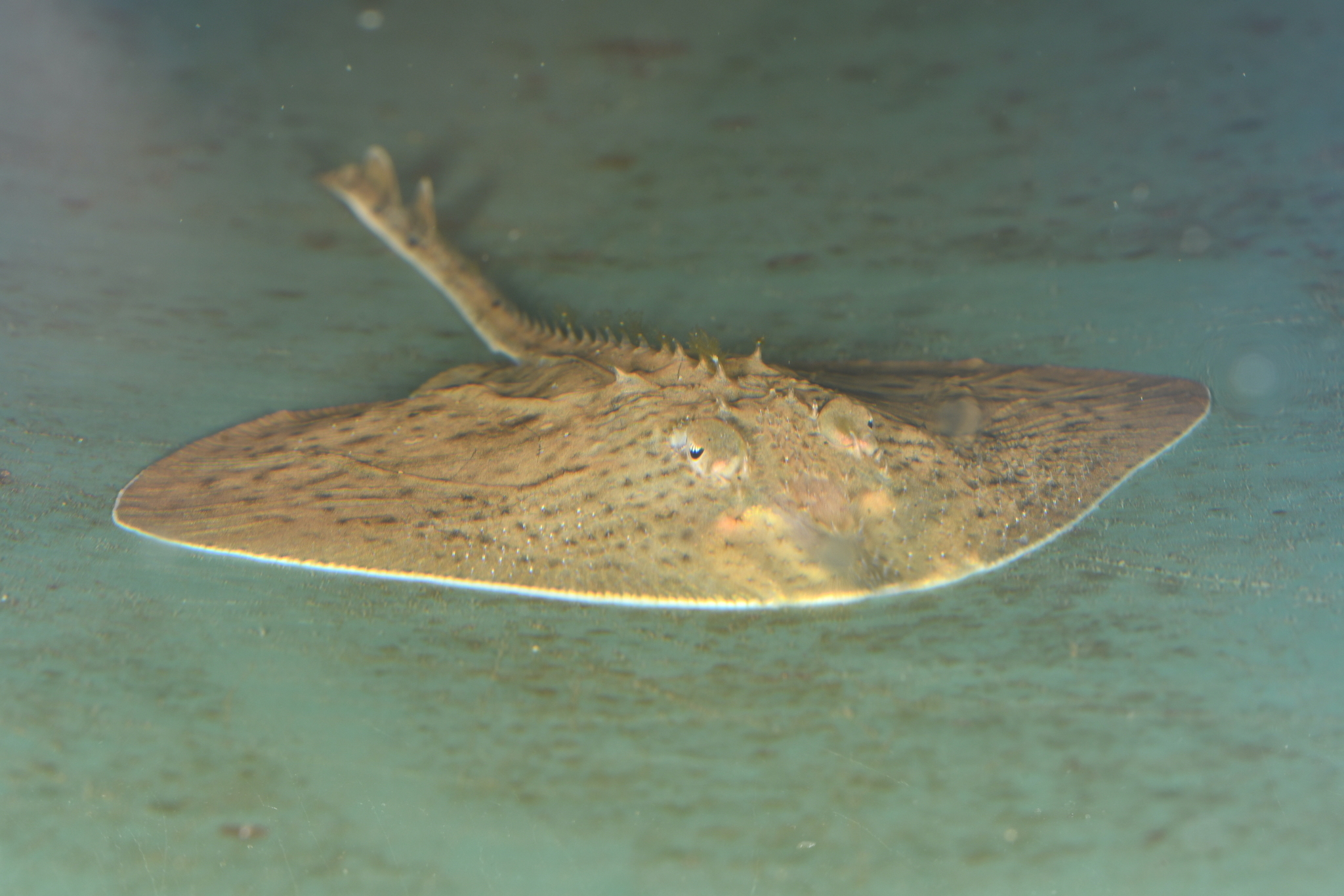
Raja asterias
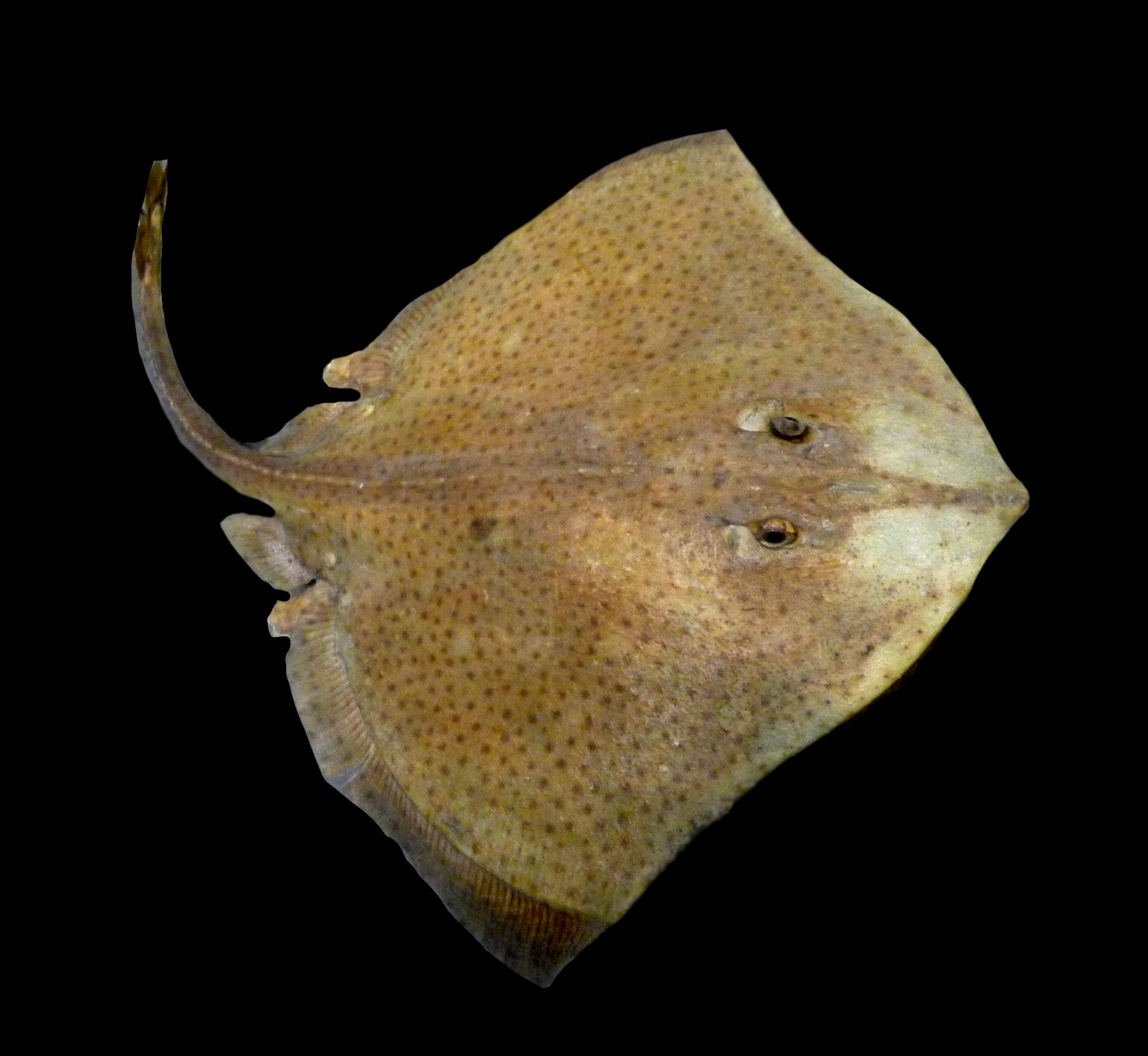
Raja brachyura
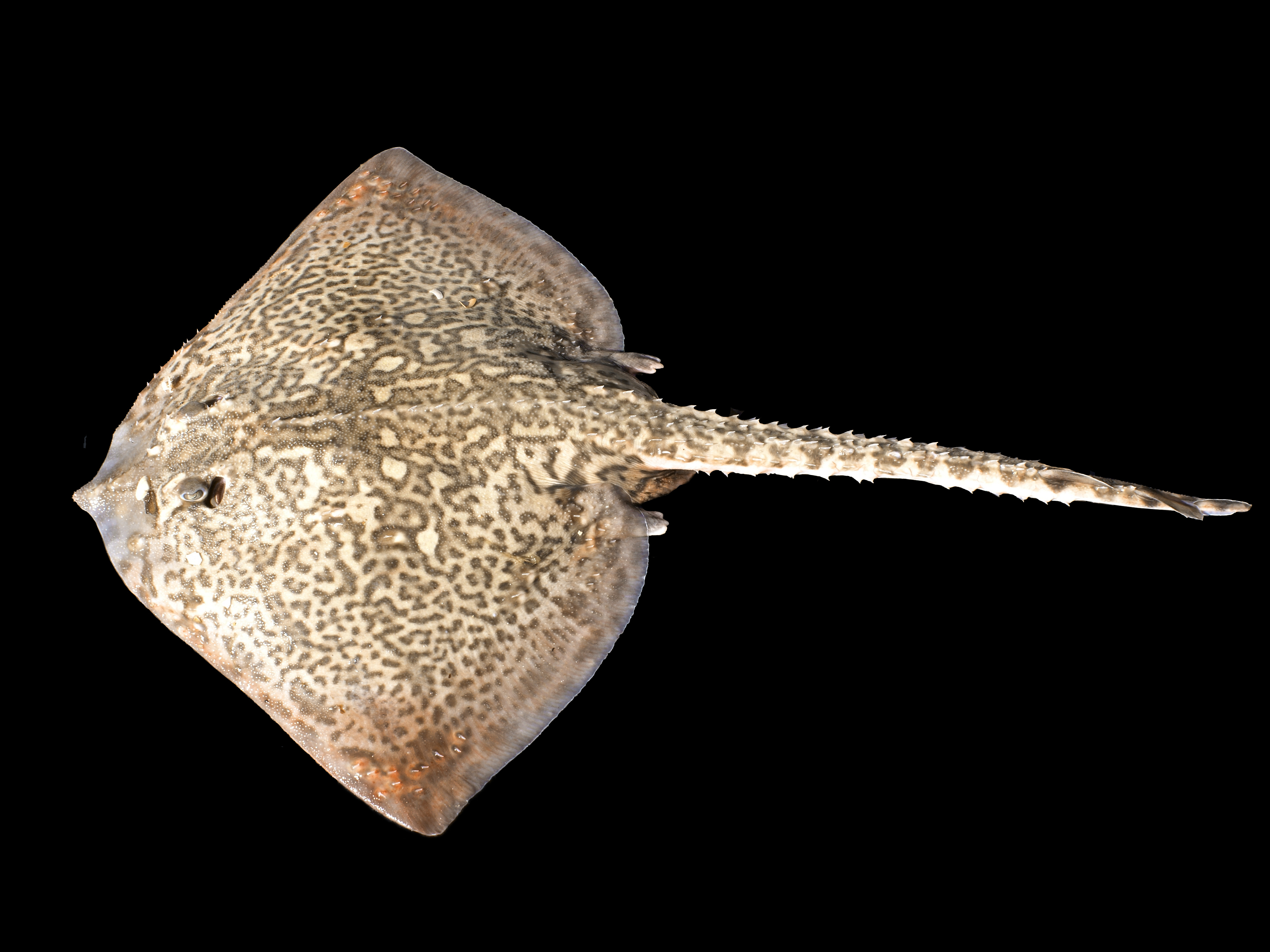
Raja clavata
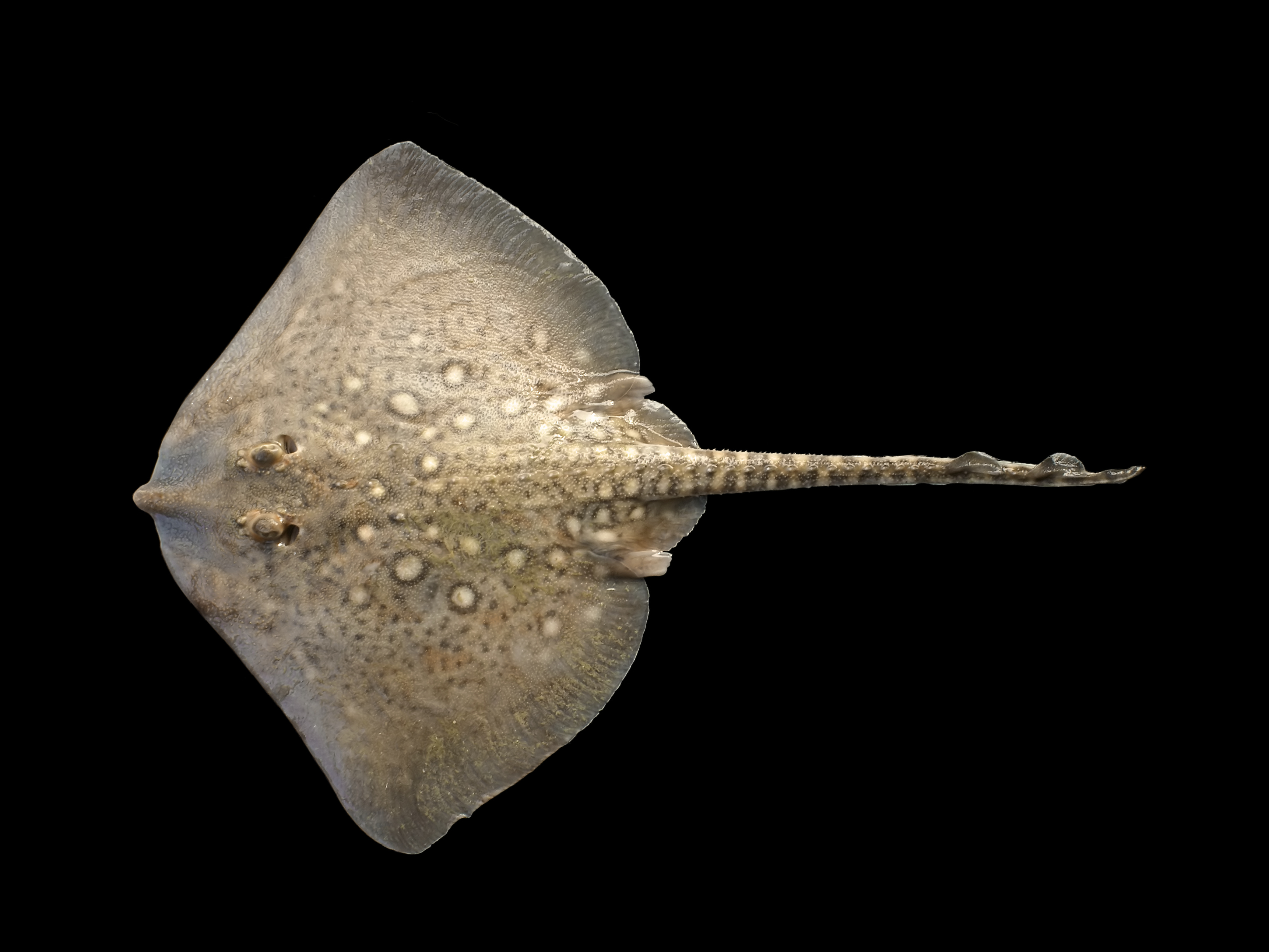
Raja clavata
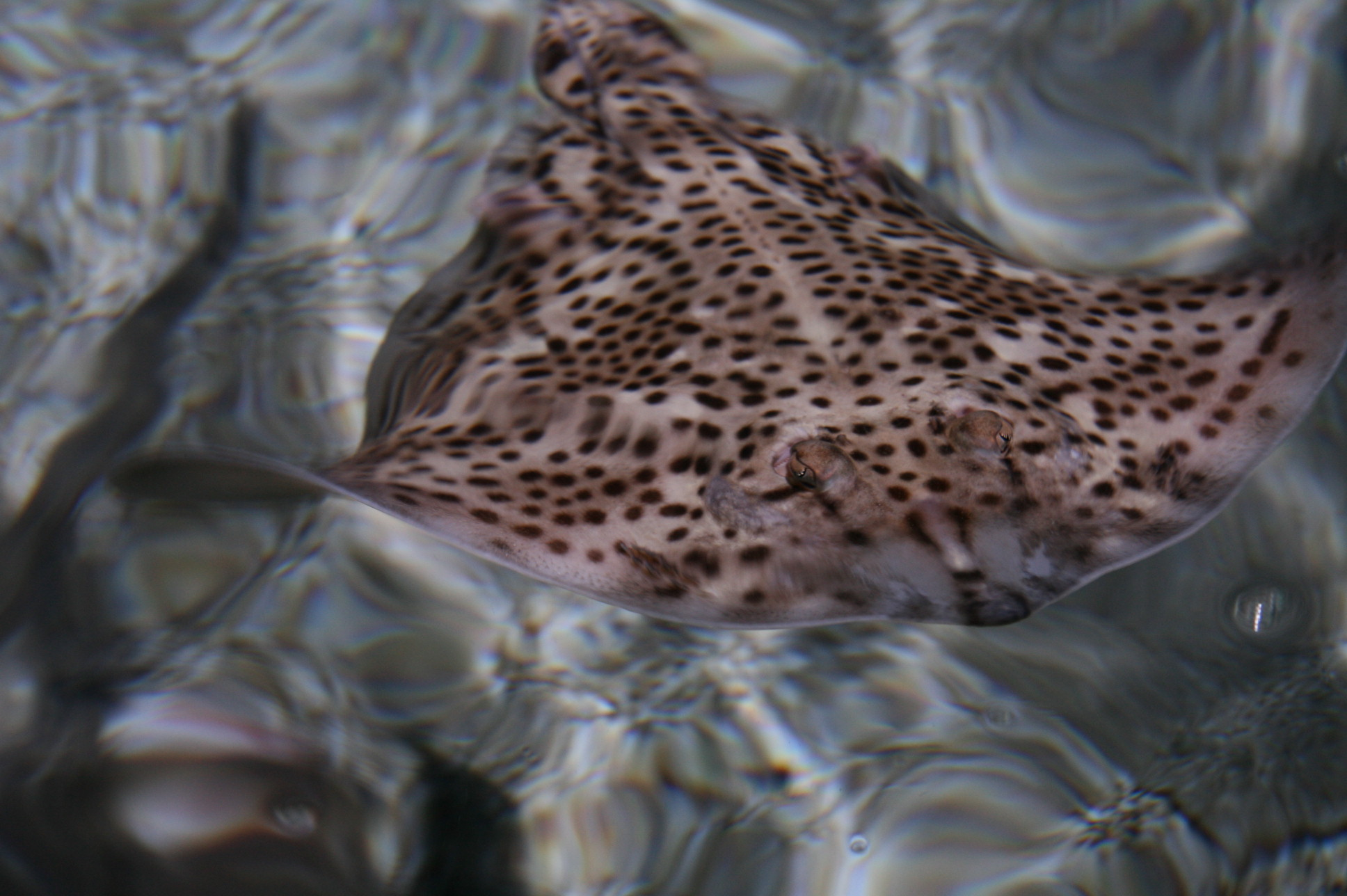
Raja montagui
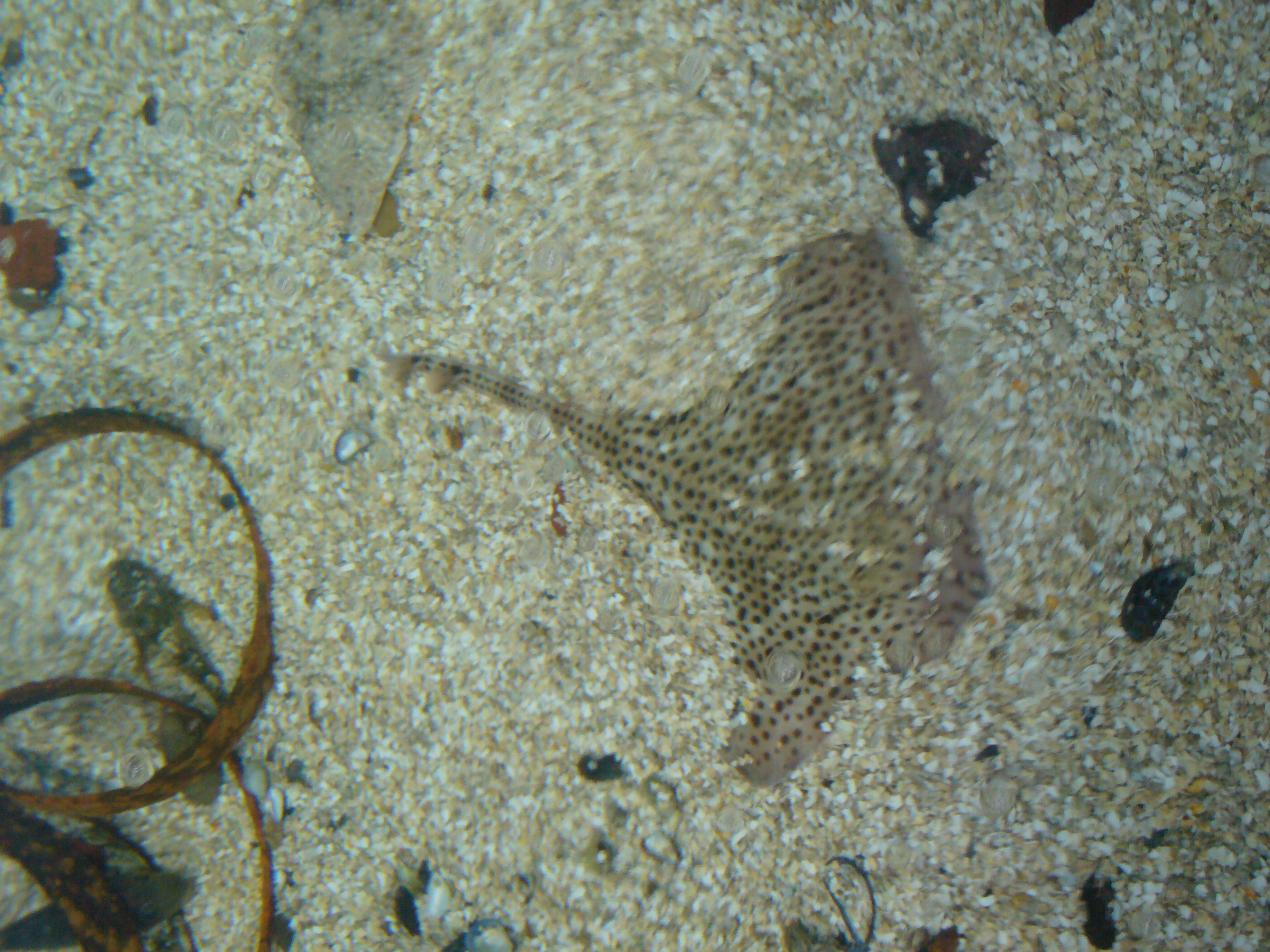
Raja montagui
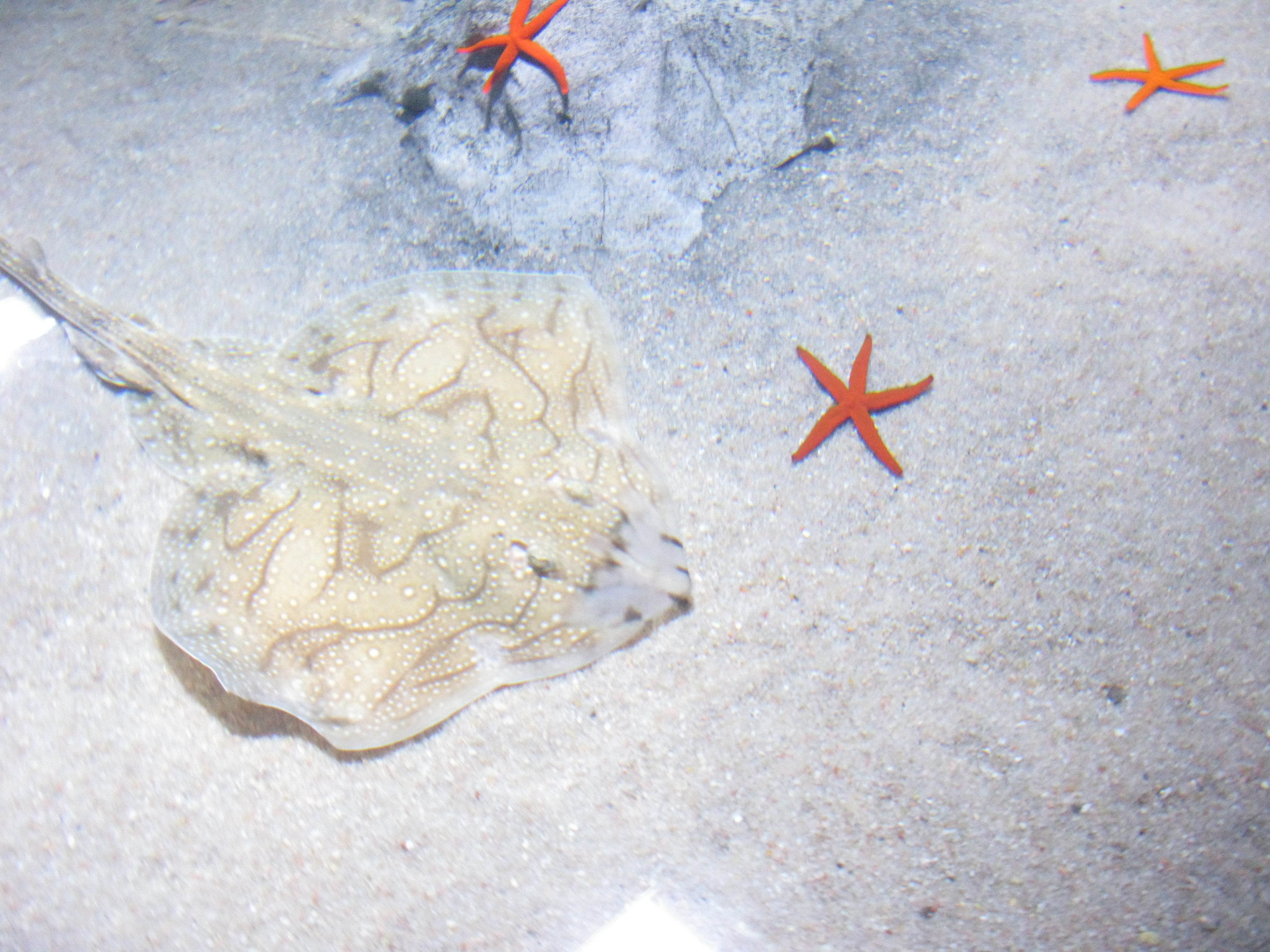
Raja undulata